# Bronzezeitliche Befestigung bei Bernstorf

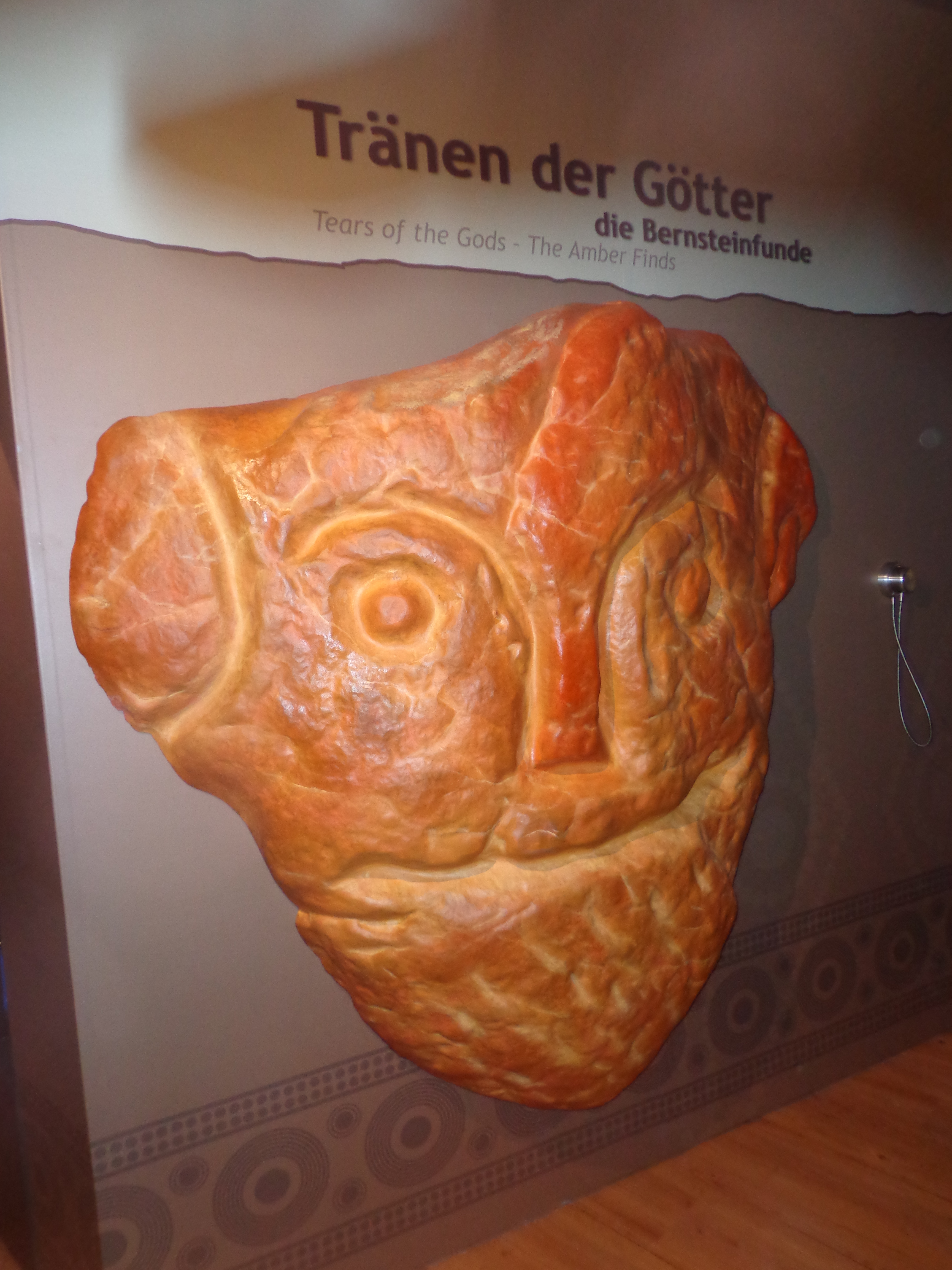
Bernsteingesicht im Kranzberger Museum

Bei der bronzezeitlichen Befestigung bei Bernstorf handelte es sich um die größte bekannte bronzezeitliche Befestigung nördlich der Alpen, mit einer Fläche von etwa 13 Hektar und einer über 1,6 Kilometer langen Holz-Erde-Mauer. Die Anlage wird zeitlich durch 14C-Untersuchungen auf einen Zeitraum zwischen 1675 und 1510 v. Chr. datiert. Dieser Zeitabschnitt fällt in die Hügelgräber-Kultur der Mittleren Bronzezeit in Mitteleuropa von 1600 bis 1300/1200 v. Chr., die ungefähr zeitgleich mit der mykenischen Zeit von 1600–1050 v. Chr. in Griechenland ist. Drei Viertel des Siedlungsareals sind durch Kiesabbau nicht mehr vorhanden.
Der archäologische Fundort befindet sich auf dem Bernstorfer Hügel im Landkreis Freising/Oberbayern, zirka 1,4 km nördlich des Zentrums der Gemeinde Kranzberg, zirka 500 m westlich vom Gemeindeteil Bernstorf und zirka 600 m östlich des Flusses Amper. Die Anlage befindet sich auf einem Plateau etwa 55 m über dem Flussufer.
Für großes Aufsehen sorgten ab 1998 Funde von Goldschmuck und Bernsteinartefakten. Ob die Funde echt sind oder ob es sich dabei um Fälschungen handelt, wird seit 2013 heftig diskutiert.

## Entdeckung
Eine Sage berichtet von einer „versunkenen Stadt zwischen Tünzhausen und Kranzberg“. Die Reste der mittelbronzezeitlichen Wallanlagen wurden bereits 1904 vom Heimatforscher Josef Wenzl entdeckt, aber in ihrer Zeitstellung und Bedeutung offenbar erst um 2000 erkannt. Inzwischen ist mehr als die Hälfte der prähistorischen Befestigung durch Kiesabbau seit den 1950er Jahren zerstört worden.
Die Hobbyarchäologen Manfred Moosauer und Traudl Bachmaier meldeten im Jahre 1998 im Bereich des Bernstorfer Hügels Gold- und Bernsteinobjekte. Laut einem Aktenvermerk des Bayerischen Landesamtes für Denkmalpflege, der von zwei Augenzeugen gestützt wird, wurden am 21. August 1998 auch Goldfunde mithilfe einer angeblichen Hellseherin gemacht. Manfred Moosauer versicherte daraufhin dem BR, „die völlig absurde Konstruktion […] mit dem Vorhandensein einer […] Hellseherin ist eine Unterstellung und Verleumdung“, er hoffe „als Internist nicht, dass [der Mitarbeiter vom Landesamt] an intermittierenden Halluzinationen leidet“. Weiterhin gibt Moosauer an, die anderen Anwesenden hätten „derlei nicht gesehen“, dabei verschweigt er aber die Bestätigung des Aktenvermerkes durch den ebenfalls anwesenden Grabungstechniker.

## Ausgrabungen
Archäologische Ausgrabungen, die auf die ersten Funde von Moosauer und Bachmaier folgten, ergaben, dass sich auf dem Bernstorfer Hügel um 1360 v. Chr. eine fast 13 Hektar große Siedlung befand, die von einer über 1,6 km langen Holz-Erde-Mauer umgeben war. Sie wurde bei einem Großbrand zerstört. Schlackenfunde belegten eine Hitzeentwicklung von bis zu 1300 °C. Das ließe darauf schließen, dass die Anlage systematisch niedergebrannt wurde.
Am 23. August 2010 begann eine neue Grabungskampagne der Universität Frankfurt unter der Leitung von Rüdiger Krause. Siedlungsspuren wurden bei dieser Ausgrabung nur wenige entdeckt, nur wenige Keramikreste, die wie die Gold- und Bernsteinfunde in der Nähe der Mauer deponiert wurden. Die Siedlungsgeschichte lässt sich daher (noch) nicht rekonstruieren. Die wertvollen Funde legen sowohl eine wichtige Rolle der Befestigung im überregionalen Warenaustausch nahe als auch eine kultische Bedeutung. Ungeklärt ist auch die Ursache des Brandes.
Aus der Umgebung von Bernstorf sind weitere Fundstellen der mittleren Bronzezeit bekannt, so wurden zahlreiche Grabanlagen entdeckt. Möglicherweise stand Bernstorf mit der gleichaltrigen Befestigung auf dem Domberg in Freising in Verbindung.

## Funde

### Objekte aus Gold

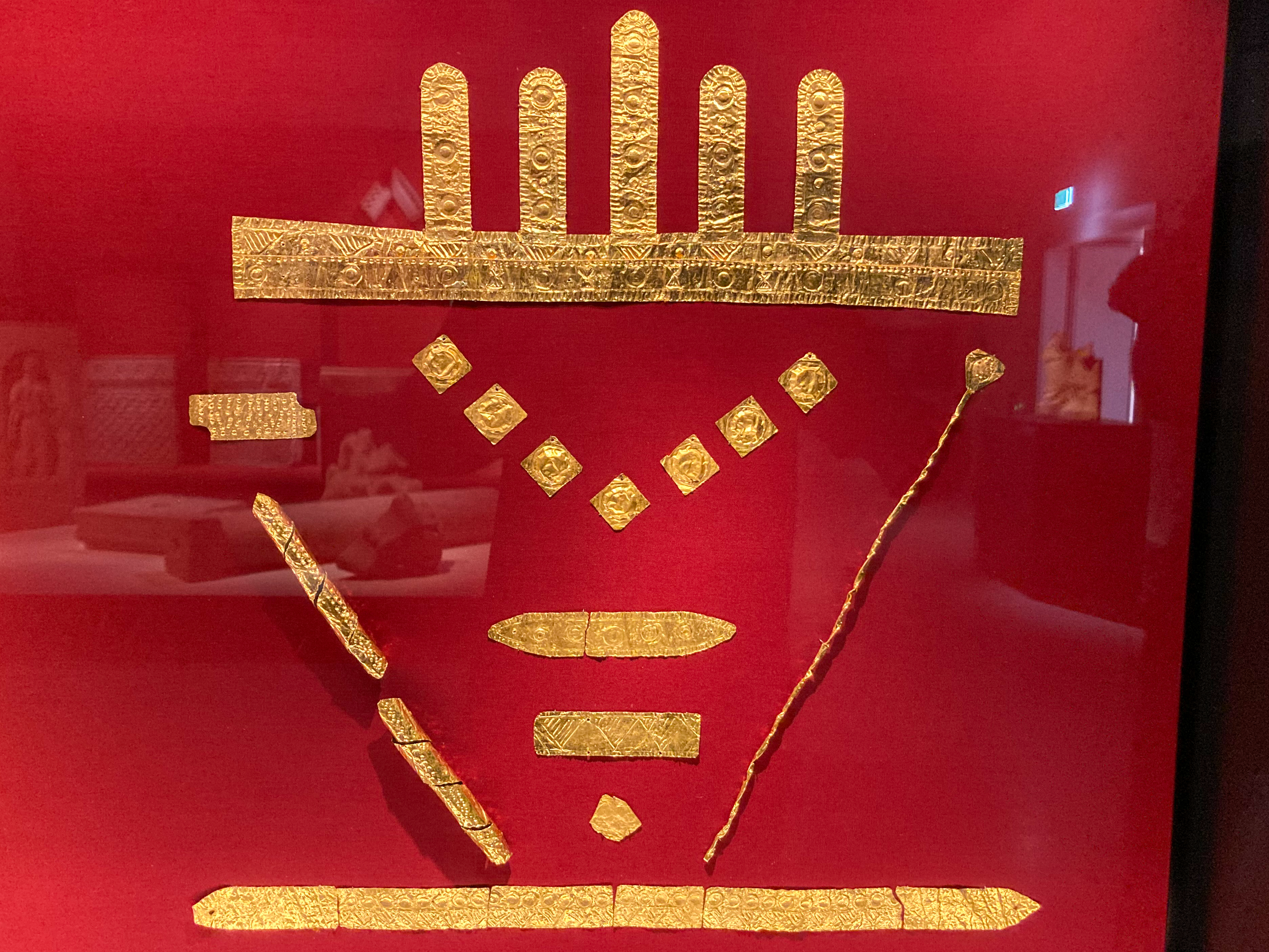
Goldfund von Bernstorf

Unter den 1998 entdeckten Goldfunden befanden sich ein diademförmiges Goldblech, eine „Krone“, ein verziertes Blech mit Befestigungslöchern, drei Anhänger und eine 33,2 Zentimeter lange Nadel. Die Fragmente von verzierten Goldblechen waren zum Teil verbogen und mit Lehm ummantelt, was sie vor dem Feuer geschützt hatte. Dies spricht für eine absichtliche Niederlegung. Die Spuren von Weihrauch und Holzreste, die den Goldblechen anhafteten, lassen annehmen, dass es sich um den Schmuck einer Götterfigur handelte. Ihre Gestaltung wurde zunächst mit der berühmten, im Verhältnis zu den übrigen Funden aus Bernstorf allerdings Generationen älteren Goldmaske des Agamemnon aus Mykene parallelisiert. Zuletzt wurde die Verwandtschaft mit der kykladischen „Lady von Phylakopi“ herausgestellt. Auch die Herkunft des Goldes solle auf den östlichen Mittelmeerraum weisen, die Verarbeitung hingegen auf den Bereich nördlich der Alpen. Der Goldfund von Bernstorf wurde von der Archäologischen Staatssammlung in München angekauft. Eine Kopie wird in Kranzberg im 2014 eröffneten Bronzezeit Bayern Museum gezeigt.

### Bernstein

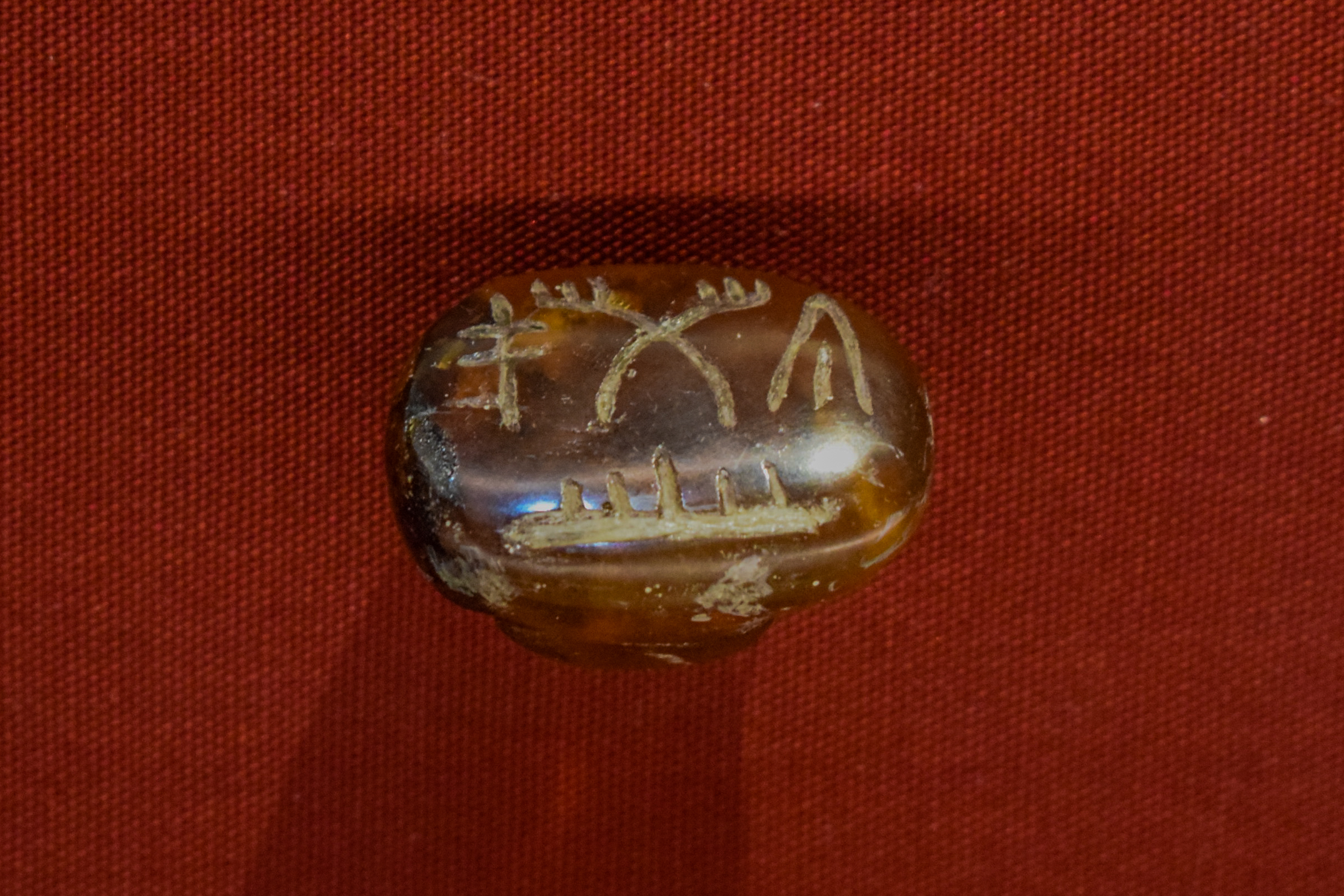
Bernsteinobjekt mit Linear B-Inschrift „pa-nwa-ti“

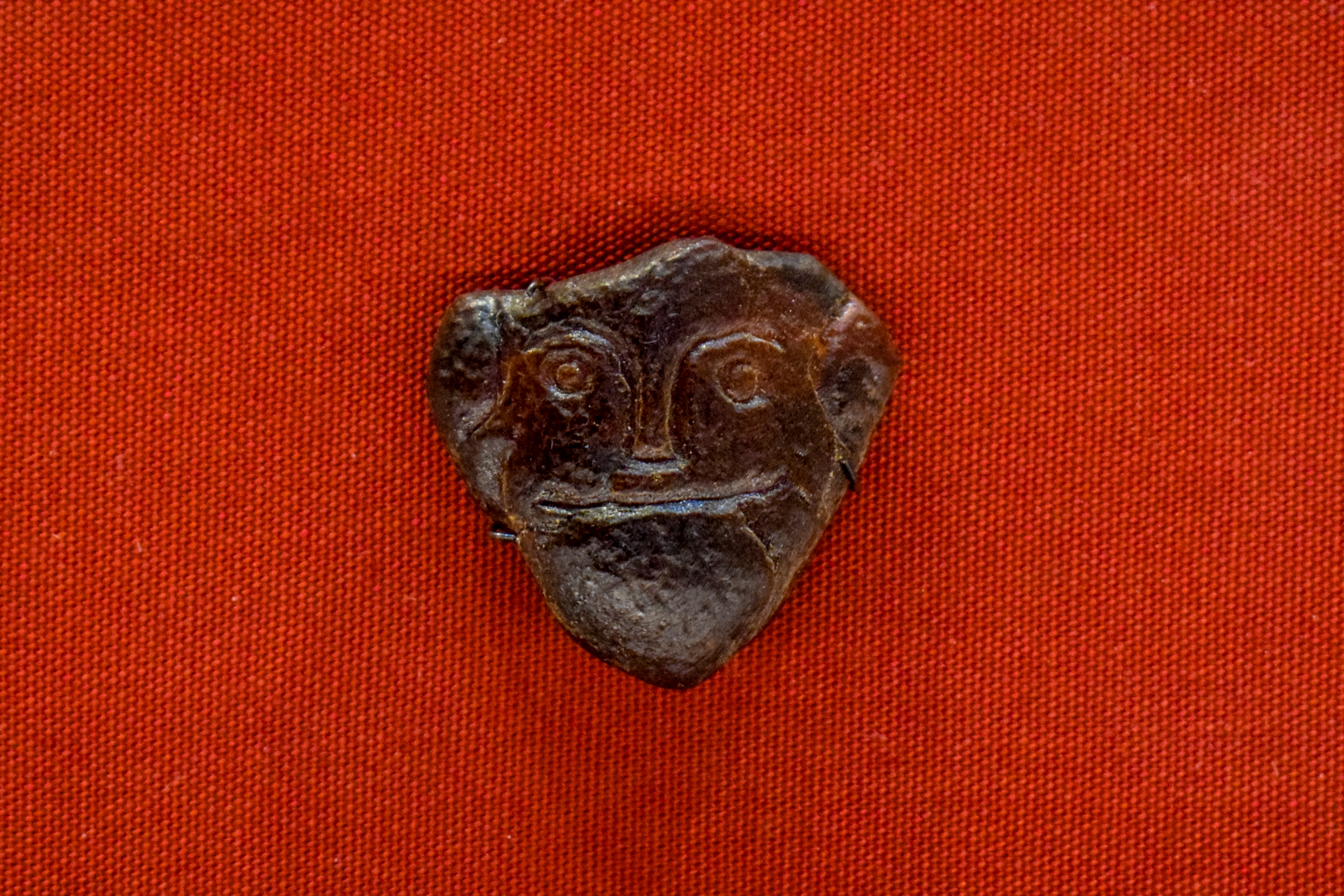
Bernsteinstück mit bärtigem Männergesicht

Zwei im Jahre 2000 aufgefundene, gravierte Bernsteinstücke waren angeblich ebenfalls in Lehm gehüllt. Sie tragen Texte in der mykenisch-griechischen Linearschrift B und sollen historische Verbindungen zum Mittelmeerraum zeigen. Das erste Bernsteinstück, das möglicherweise als Siegel gedient haben soll, trägt die Inschrift „pa-nwa-ti“, das zweite zeigt auf der einen Seite das Antlitz eines bärtigen Mannes, auf der anderen Seite befinden sich Zeichen, die bisweilen als die Linear-B-Buchstaben für „do-ka-me“ gedeutet werden. Die Bedeutung dieser Inschriften ist nicht geklärt. Während die Zeichen „pa-nwa-ti“ von rechts nach links, also „ti-nwa-pa“ gelesen, Ähnlichkeiten zum Wort „Tinwa“ (Name eines in Pylos erwähnten Volkes) aufweisen, ist bei den Zeichen auf dem zweiten Bernsteinstück sogar umstritten, ob es sich überhaupt um Schriftzeichen handelt. Die jüngste Analyse des Bernsteins und seiner Bearbeitungsspuren an den beiden genannten Objekten, aber auch an den 54 weiteren, teils Bearbeitungsspuren aufweisenden Bernsteinfunden des Ausgrabungsareals kommt zu dem Ergebnis, dass sie nicht aus einem bronzezeitlichen Kontext stammen können, sondern aus deutlich jüngerer Zeit.

### Fälschungskontroverse seit Oktober 2013
Wegen der ungewöhnlichen Reinheit des Goldschmucks äußerte Ernst Pernicka, Professor für Archäometrie in Heidelberg, seit Oktober 2013 fundierte Zweifel an dessen Zuordnung zur Bronzezeit. Seine Analyseergebnisse stellte er erstmals auf dem 6. Mitteldeutschen Archäologentag vom 17. bis 19. Oktober 2013 in Halle (Saale) vor, woraufhin die Echtheit der Funde intensiv diskutiert wurde. Gold dieses Reinheitsgrades könne nur durch Elektrolyse hergestellt werden, es seien also „moderne Imitationen“. Dagegen behaupten der Leiter der Archäologischen Staatssammlung in München Rupert Gebhard und der für die Bernstorfer Grabung verantwortliche Frankfurter Archäologe Rüdiger Krause, diese Goldbleche seien authentische Goldobjekte der Mittleren Bronzezeit. Sie begründen den Reinheitsgrad damit, dass bereits in der Antike Gold durch Zementation geläutert wurde. Der Bernstorfer Fund ähnele chemisch der Goldverzierung auf dem sogenannten Sarg des Echnaton (KV55). Pernickas Analysen mittels Laserablation und Massenspektrometrie ergaben für die Bernstorfer Goldbleche einen Feingehalt von 99,99 %, wie er in der Natur nicht vorkommt, außerdem im Mittel 104 μg/g Silber. Damit liegt es sehr nahe an modernem Degussa-Gold, das bei einem Feingehalt von 99,99 % genau 102 μg/g Silber enthält. An keinem authentischen Goldobjekt der Antike wurde – auch bei Zementation mit Kochsalz – ein annähernd hoher Reinheitsgrad nachgewiesen. Im Fall des Echnaton-Sarges sei der Silber- und Kupfergehalt um Größenordnungen höher, dasselbe treffe auf römische Münzen zu. Gerade der Kupfergehalt von unter 0,02 % sei ein klares Indiz für die neuzeitliche Elektrolyse, denn er lässt sich mit prähistorischen Verfahren nicht derart stark reduzieren. Kleine Variationen im Silbergehalt deuten auf die Anwesenheit von Mikrosegregationen, wie sie auch in modernem Handelsgold der Firma Degussa auftreten.
Die Verteidigung von Gebhard und Krause bestand zunächst im Bezweifeln der Messergebnisse von Pernicka. Zur Lösung der Kontroverse gab die Archäologische Staatssammlung daher der Bundesanstalt für Materialforschung und -prüfung ein Schiedsgutachten in Auftrag, wozu die Goldobjekte auf technisch höchstem Stand erneut analysiert wurden. Die Ergebnisse des Gutachtens wurden im Dezember 2016 in der Fachzeitschrift Archaeometry online publiziert, die Printversion des Aufsatzes erschien schließlich im Oktober 2017. Die Publikation bestätigt vollumfänglich die von Ernst Pernicka 2014 bekannt gewordenen Messergebnisse. Zusätzlich widerlegt sie falsche Schlussfolgerungen aus früheren Messungen, es gebe bei den Bernstorfer Objekten für Industriegold ungewöhnliche Spurenelemente, wie Antimon, Bismut, Schwefel und Quecksilber. Auch nach Erscheinen dieses Schiedsgutachtens bekräftigten Gebhard und Krause im „Brennpunkt/Goldfund Bernstorf“ der Zeitschrift Archäologie in Deutschland ihre Hypothese der zweifelsfreien Echtheit. Ohne die neuen spektrometrischen Analysen zu diskutieren, kommen sie zu dem Schluss, es gebe „kein einziges beweiskräftiges Indiz für eine Fälschung der Gold- und Bernsteinfunde“.
Anlässlich einer Fachtagung im Oktober 2014 wurden auch fundierte Zweifel an der Echtheit der in Bernstorf gefundenen gravierten Bernsteinobjekte sowie am Alter von deren Sedimentummantelung geäußert. Ein Fachaufsatz zu den dort vorgetragenen Bernsteinanalysen erschien 2017.
Ein von Gebhard und Krause herausgegebener Sammelband zur Thematik wurde im Januar 2017 vorgestellt, er war als lang vorbereiteter Befreiungsschlag gegen die Fälschungsvorwürfe angelegt. Die Echtheit der Funde wird jedoch auch nach Erscheinen dieses Bandes kontrovers debattiert. Im September 2017 erschienen diverse Aufsätze und Rezensionen, die sich mit den Bernstorfer Funden und ihrer Darstellung im Sammelband der Archäologischen Staatssammlung auseinandersetzen. Mehrere Fachleute widersprechen den Schlussfolgerungen des Sammelbandes und sprechen explizit von einer schlechten Fälschung oder sogar „Bastelwerk aus Laienhand“.
Für die Bestimmung der Herstellungstechnik wurden die Goldbleche an der Forschungs-Neutronenquelle Heinz Maier-Leibnitz mit Neutronenstreuung untersucht. Die Untersuchungen zeigten eine Würfeltyp {100}〈001〉Textur, die für viele kaltgewalzte und anschließend durch Erhitzen rekristallisierte fcc-Metalle typisch ist. Ähnliche Mikrostrukturen wie in Bernstorf konnten aber durch Kaltwalzen und anschließendes Glühen erzeugt werden. Das Walzen von Gold ist erst seit dem Mittelalter belegt. Die Herstellung der Goldfolien durch Hämmern mit oder ohne anschließendes Glühen oder Querwalzen, wie es in der Bronzezeit üblich war, wurde im Rahmen dieser Studie ausgeschlossen. Eine spätere Studie kam jedoch durch den Vergleich mit laborgefertigten Referenzmustern zu dem Ergebnis, dass auch Hämmern mit anschließendem Erhitzen zu derselben Gefügebildung führt. Um die Herstellungstechnik bestimmen zu können, seien demnach ergänzende Untersuchungen notwendig. Die im Röntgenbild darstellbare unterschiedliche Blechstärke der Bernstorfbleche macht, so die neue Studie von 2024, eine Herstellung durch Hämmern wahrscheinlich, da beim Walzen gleichmäßige Schichtdicken entstehen.